# Émerillon (technique)
Pour les articles homonymes, voir Émerillon.

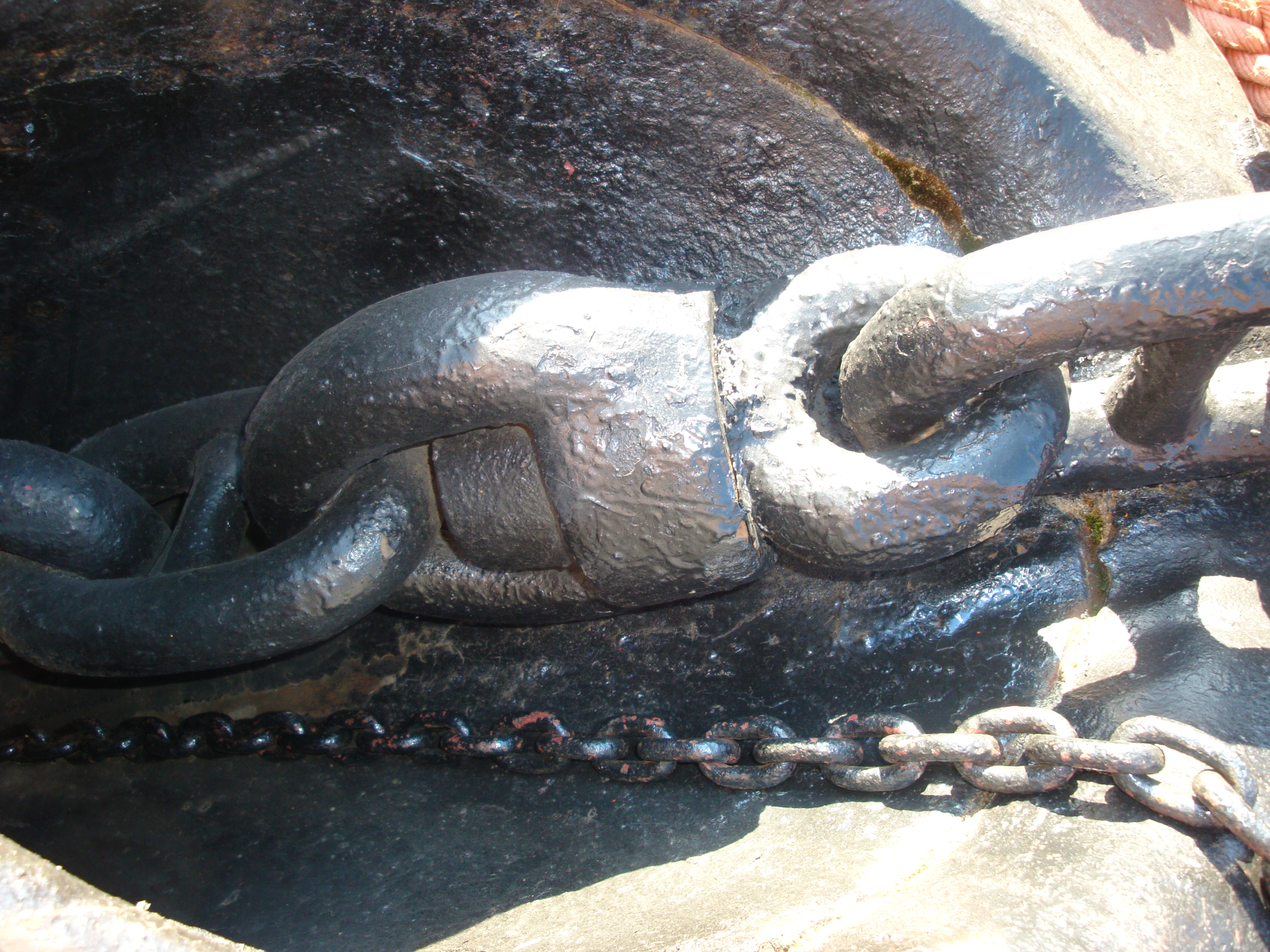
Émerillon d'une chaîne d'ancre.

Un émerillon est un dispositif de fixation permettant la rotation autour d'un axe.
Les émerillons sont généralement utilisés pour fixer un objet (hameçon…) sur un fil, un filin ou un câble en vue d'éviter les torsions du câble dues à l'objet fixé, ou la rotation de l'objet du fait de la torsion du câble.